# St.-Agnes-Kirche (Magdeburg)

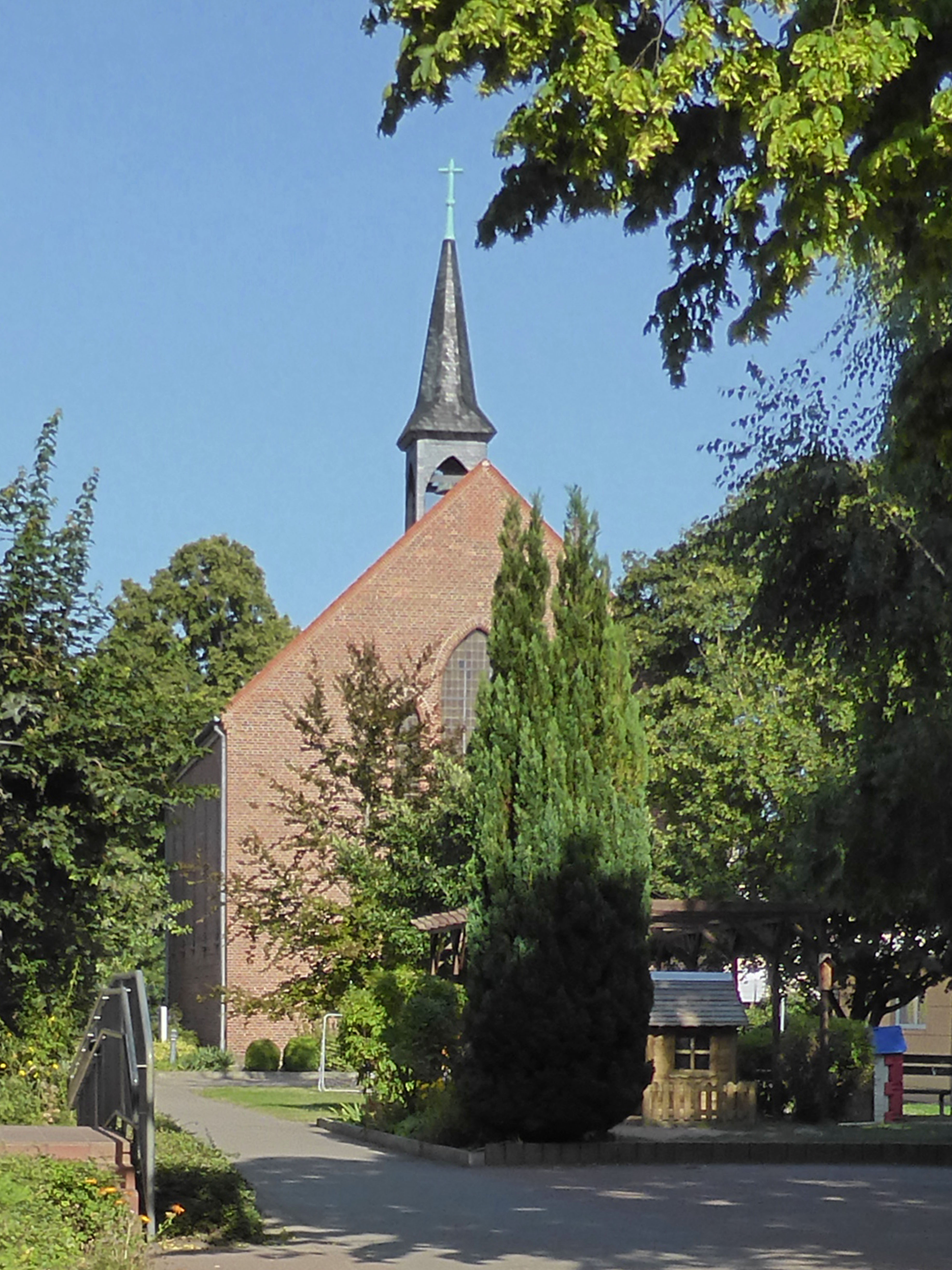
St.-Agnes-Kirche

Sankt Agnes ist die katholische Kirche im Magdeburger Stadtteil Neue Neustadt. Die als Baudenkmal ausgewiesene Kirche ist Sitz der Pfarrei St. Johannes Bosco und gehört zur Pastoralregion Magdeburg des Bistums Magdeburg.

## Geschichte
1230 erhielt die Neustadt vor den Toren der alten Stadt Magdeburg Stadtrecht. Im gleichen Jahr stiftete der Magdeburger Erzbischof Albrecht von Käfernburg das Zisterzienserinnenkloster „ad sanctam Agnetem“. Die Klosterkirche wurde 1245 zur Pfarrkirche erhoben.
Während des Schmalkaldischen Krieges wurde das Kloster zerstört und auf den Trümmern eine Batterie errichtet, mit der die Stadt Magdeburg beschossen wurde. Das Kloster wurde nach dem Friedensschluss wieder aufgebaut.
Im Dreißigjährigen Krieg zerstörten evangelische Magdeburger Bürger 1631, während der Belagerung ihrer Stadt durch Truppen der Katholischen Liga, das katholische Kloster, wenige Tage vor der Eroberung und Zerstörung Magdeburgs. Auch nach diesem Krieg wurde das Kloster noch einmal aufgebaut.
1812 wurden Teile der Neustadt zugunsten der neuen Festungsanlagen durch die Franzosen abgerissen. Auch das damals bereits säkularisierte Agnetenkloster und die katholische Pfarrkirche fiel dem zum Opfer. Noch heute erinnert die Agnetenstraße an den Standort des Klosters.
Im Zuge der Industrialisierung nahm die Zahl der Katholiken in der Magdeburger Neustadt nach 1830 erheblich zu. 1843 wurde eine katholische Schule eröffnet, die bis Ostern 1939 bestand. Im 1855 erbauten Schulgebäude in der Morgenstraße wurde im Frühjahr 1956 zunächst eine katholische Kapelle benediziert. Am 4. Oktober 1858 bekamen die Katholiken in der Neustadt mit Theodor Silberg erstmals einen ortsansässigen Priester, womit in der Neustadt eine katholische Gemeinde gegründet wurde. Seit 1859 werden in der Neustadt katholische Kirchenbücher geführt. Am 3. Januar 1859 wurde die Neustadt aus der  Altstadtgemeinde herausgelöst und eine neue Missionsgemeinde gegründet, die neben der Alten und Neuen Neustadt auch Rothensee und Barleben umfasste. Am 10. März 1860 folgte die staatliche Bestätigung dieser Entscheidung.
Erst am 26. Juni 1861 wurde in der neu errichteten Magdeburger Neustadt der Grundstein der heutigen Sankt-Agnes-Kirche gelegt, die als erster katholischer Kirchenneubau Magdeburgs nach der Reformation nach Plänen von Arnold Güldenpfennig entstand. Bereits am 10. November des gleichen Jahres erhielt die einschiffige, geostete Kirche ihre Benediktion. Das Patrozinium wurde vom Agnetenkloster übernommen, und auch die Architektur der Kirche erinnert mit ihrem Dachreiter an eine Zisterzienser-Klosterkirche. Die Kirchweihe folgte anlässlich einer Firmung am 8. September 1862 durch Konrad Martin, den Bischof des Bistums Paderborn, zu dem Magdeburg damals gehörte. 1890 erfolgte die Errichtung der Pfarrei St. Agnes.
Am 5. August 1944 wurde die Kirche von einer Brandbombe getroffen und brannte aus. Nach dem Zweiten Weltkrieg vergrößerte sich die Kirchengemeinde weiter durch den Zuzug von katholischen Flüchtlingen und Heimatvertriebenen aus den Ostgebieten des Deutschen Reiches. Bis 1949 wurde die St.-Agnes-Kirche wieder aufgebaut, 1952 wurde die Heilig-Geist-Kapelle in Barleben und 1953 die Rosenkranzkapelle in Rothensee errichtet. Eine aus Teilen von Orgeln mehrerer im Krieg zerstörter Kirchen in St. Agnes zusammengesetzte Orgel funktionierte nie richtig zufriedenstellend und versagte 2003 schließlich ganz.
Am 1. März 2006 erfolgte die Errichtung des Gemeindeverbundes Magdeburg-Nord, dem die Pfarrei St. Agnes von da an angehörte. Am 25. November 2007 wurde in der Kirche eine neue Orgel geweiht, sie wurde vom Mecklenburger Orgelbau erbaut und verfügt über 23 klingende Register, 1300 Pfeifen sowie mechanische Spiel- und Registertrakturen. Am 28. November 2010 wurde aus dem Gemeindeverbund die heutige Pfarrei St. Johannes Bosco gegründet, zu der neben St. Agnes in Magdeburg auch die St. Josef, St. Mechthild und die Rosenkranzkapelle in Rothensee sowie die Heilig-Geist-Kapelle in Barleben gehören.